# Omega Herculis
Omega Herculis (Cujam, Kajam, Cujam, Caiam, 24 Herculis) é uma estrela na direção da constelação de Hercules. Possui uma ascensão reta de 16h 25m 24.93s e uma declinação de +14° 02′ 00.3″. Sua magnitude aparente é igual a 4.57. Considerando sua distância de 235 anos-luz em relação à Terra, sua magnitude absoluta é igual a 0.28. Pertence à classe espectral B9p Cr. É uma estrela variável α² Canum Venaticorum.